# Hambach (Klingenbach)
Der Hambach ist ein Bach der Limpurger Berge im Landkreis Schwäbisch Hall im nördlichen Baden-Württemberg, der beim Weiler Heilberg der Gemeinde Bühlerzell nach einem etwa 5 km langen, ungefähr nordöstlichen Lauf in den Klingenbach mündet.
Der von den Anwohnern und der örtlichen Verwaltung Hambach genannte Bach ist auf Karten meist oder immer als Hahnbach beschriftet.

## Geographie

### Verlauf
Der namentliche Oberlauf des Hambachs entsteht auf der Hochfläche der Limpurger Berge im Bereich der Rodungsinsel um die verstreuten, gesamthaft Kohlwald genannten Höfe der Gemeinde Sulzbach-Laufen. Der Hambach genannte, kürzere linke Oberlauf entsteht am Westrand der Flurinsel auf unter 465 m ü. NHN etwa 200 Meter nördlich des Vogelhöfles im Wald Fohlenweide, fließt ostwärts aus dem Wald in die große Waldlichtung, in einer wenig auffälligen Geländedelle unter der Kohlenstraße (hier K 2632) hindurch. Er ist bald von einer Baumgalerie begleitet. Etwa 500 Metern unterhalb des Ursprungs mündet 200 Meter nordwestlich des aus mehreren Anwesen bestehenden, zentralen Siedlungsplatzes Hof von Kohlwald von rechts der schon 1,0 km lange Kohlwaldbach zu, der die Rodungsinsel von ihrer Südostspitze her durchlaufen hat.
In schon auffälliger Eintiefung fließt der Hambach nunmehr in nicht ganz nordwestlicher Richtung in den Kohlwald ein, wo ihn auf 430,5 m ü. NHN der erste und einzige bedeutende linke Zufluss aus der Platzklinge speist. Sein Tal ist, wie das des Hambachs selbst hier inzwischen und die Täler seiner meisten Zuflüsse, eine bewaldete Klinge, wie sie für die umgebende Mittelgebirgsregion typisch sind. Nach diesem Zufluss, der meist Grenzbach zwischen Sulzbach-Laufen und Bühlerzell ist, folgt die Gemeindegrenze dem nun mäanderreich ostwärts weiterfließenden Hambach.
Noch im geschlossenen Talwald mündet von rechts der Hohenbergbach, der im Süden in den Wiesen nahe dem Sulzbacher Weiler Hohenberg entsteht und auf seinem längeren Unterlauf durch den Kohlwald den Ostteil der Kohlwalder Rodungsinsel entwässert. Vor dem nächsten Zulauf beginnt die kleine Tallichtung um die eben schon auf Bühlerzell Gebiet liegende Hambacher Mühle, vor dieser speist der Bach den 0,4 ha großen Hambacher Mühlenweiher, der hinter einem Erddamm am alten Mühlengebäude aufgestaut ist.
Unmittelbar danach mündet wiederum nordwärts der Bach aus der Hahnenklinge oder auch Hahnenbergklinge zu, der mit Hauptast und linkem Nebenast Uhlbach in der Flurinsel um Hohenberg am Fuße des 564,7 m ü. NHN hohen Altenbergs entspringt. Seinem Lauf entlang aufwärts folgend verlässt die Gemeindegrenze das Hambachtal, das nun ganz auf Bühlerzeller Gebiet liegt. Nach einem kurzen nordöstlich laufenden Bachabschnitt neben dem Campingplatz an der Mühle wechselt der Hambach wieder auf Ostlauf, durchquert einen Waldriegel im Tal und läuft dann an oder in schmaler Wiesenaue wieder unter Erlen.
Wo er unter der Talsteige der K 2632 von Gantenwald nach Heilberg endgültig in die Flur eintritt, mündet auf etwa 401 m ü. NHN von Süden sein letzter Zufluss Rotklingenbach, auch er ein ungefähr nordwärts ziehender Waldklingenbach, dessen Richtung der Hambach nun für den letzten knappen Kilometer seines Laufes einschlägt. Auf diesem Weg passiert er das Einzelhaus Hölzle am Steigenfuß der K 2632, der ersten öffentlichen Straße neben dem Bach, und einen Teich von 0,3 ha links am Ufer; außer dem Talgrund ist hier auch der linke Hang meist und der rechte fast ganz waldfrei. Weniger als 200 Meter vor dem ersten Haus des Bühlerzeller Weilers Heilberg  fließt der Hambach auf etwa 391 m ü. NHN mit dem Klingenbach zusammen, der aus dem Westen kommt und von links durch ein Rohr in das Hambachbett einströmt; er ist nach Länge wie Einzugsgebiet der etwas größere der beiden Bäche. Ihre Vereinigung, nach ihm Klingenbach genannt, der aber nun fast in Zuflussrichtung des Hambachs weiterläuft, mündet dann einen halben Kilometer abwärts neben der Flussbrücke in die Bühler.
Der Hambach hat ab seiner Quelle im Fohlenwald eine Länge von ca. 4,8 km, ab der Quelle des bedeutenderen rechten Quellbachs Kohlwaldbach von 5,3 km. Den Weg von der Quelle zur in Bezug auf die eine 84 Höhenmeter, in Bezug auf die andere 94 Höhenmeter tiefer liegenden Mündung legt er in mittlerem Sohlgefälle von etwa 18 ‰ zurück.

### Einzugsgebiet
Der Hambach hat ein Einzugsgebiet von 6,2 km² Größe, das im Naturraum Sulzbacher Wald liegt und im Norden an die Limpurger Berge grenzt, beides sind Unterräume der Schwäbisch-Fränkische Waldberge im von Wäldern bestimmten Bergrücken zwischen oberem Kochertal im Westsüdwesten und oberem Bühlertal im Ostnordosten, der insgesamt ebenfalls den Landschaftsnamen Limpurger Berge trägt.
Im gesamten Gebiet steht Mittelkeuper an, ausgenommen nur eine kleine Schwarzjura-Schichtinsel auf der Kuppe des Altenbergs. An dessen Hang sind die für den Knollenmerge (Trossingen-Formation) typischen Rutschungen zu erkennen. Angesichts den in der Region typischen Schichtdicken müssten die auf der flachen Hochebene unterhalb von ihm entspringenden obersten Quellen im Stubensandstein (Löwenstein-Formation) oder noch darunter in den Oberen Bunten Mergeln (Mainhardt-Formation) liegen.
Die südliche Grenze des Einzugsgebietes zieht vom Gipfel des Altenbergs an der Südostecke, mit einer Meereshöhe von 564,7 m ü. NHN die höchste Erhebung des gesamten Landkreises Schwäbisch Hall, westwärts hinab nach Hohenberg und etwa auf der Trasse der Kohlenstraße bis etwa zum Weißenhaus; außerhalb entwässern hier der Nägelesbach und der Sulzbacher Mühlenbach zum Kocher. Die kürzere westliche Einzugsgebietsgrenze folgt weiter nun nordwärts der Kohlenstraße und trennt vom Einzugsgebiet des Irsbachs, dessen Abfluss über den Eisbach ebenfalls in Sulzbach in den Kocher gelangt. Die Nordgrenze scheidet vom Mittellauf des Vorfluters Klingenbach, sie folgt auf dem kleinen Bergrücken zwischen den beiden Tälern etwa der Trasse der K 2632 von Immersberg über Gantenwald bis zur Mündung und dann rechts des Hambachs wieder etwas aufwärts bis zum Gipfel des Sporns Heilberg (444,5 m ü. NHN) beim Bühlerzeller Weiler gleichen Namens. Das letzte Stück der Wasserscheide zieht an der Ostseite von dort bis auf den Altenberg zurück, hinter ihr entwässert, nach einem ersten Abschnitt, wo hinter dem Heilberg die Bühler konkurriert, der Gerabronner Bach in die Bühler, die auch den Klingenbach aufnimmt.
Nur auf etwa drei Fünfteln des Gebiets steht Wald, im Vergleich zu den anderen Teilen der Berghöhenebene zwischen Kocher- und Bühlertal ein geringer Anteil. Ursächlich dafür sind die große Rodungsinsel von Kohlwald, die fast ganz innerhalb liegt, der große Anteil an der dieser südöstlich benachbarten Rodungsinsel um Hohenberg, sowie weite in freier Flur liegende Hanganteile der Bergrücken zwischen Immersberg und Gantenwald einerseits und zwischen Gerabronn und Heilberg andererseits. In den flachen Offenlandanteilen auf der Höhe wird Ackerbau betrieben, insgesamt aber dürfte in der freien Flur die Wiesenwirtschaft überwiegen.
Die geringe Besiedlung umfasst die meisten der in Form kleiner Höhe und Hofgruppen über seine Rodungsinsel verstreuten Siedlungsplätze von Kohlwald – das Jörgenhaus, das Vogelhöfle, das Gottles-, Schaufel- und Wannenhaus, den Hof „Hohl“ sowie die zentrale Hofgruppe „Hof“ ganz, während Kohlwald selbst, der Stöckenhof und das Weißenhaus nur zu Teilen innerhalb liegen. In der Hohenberger Rodungsinsel liegt der Weiler Hohenberg auf der Wasserscheide des rechten Hambach-Zuflusses Hohenbergbach zum Nägelesbach und der Hof Uhlbach am gleichnamigen höheren Zufluss des Hambachs ganz innerhalb. Alle bisher genannten Siedlungsplätze gehören der Gemeinde Sulzbach-Laufen an, die einen Flächenanteil von etwas über der Hälfte hat, die noch folgenden sind alle Siedlungsplätze der Gemeinde Bühlerzell, auf die der restliche Gebietsanteil fällt.
Auf dem Bergrücken im Norden vor dem Mittellauf des Klingenbachs liegen Immersberg just außerhalb der Einzugsgebietsgrenze und Gantenwald nur mit wenigen Häusern innerhalb, auf dem im Osten vor Gerabronner Bach und Bühler liegt Gerabronn deutlich außerhalb und nur Stockhäusle gerade eben innerhalb. Die einzigen Siedlungsplätze in Tallage sind die Hambacher Mühle am Mittellauf und das Einzelhaus Hölzle am Unterlauf des Hambachs selbst.

### Zuflüsse und Seen
Liste der Zuflüsse und  Seen von der Quelle zur Mündung. Gewässerlänge, Seefläche, Einzugsgebiet und Höhe nach den entsprechenden Layern auf der Onlinekarte der LUBW. Andere Quellen für die Angaben sind vermerkt.

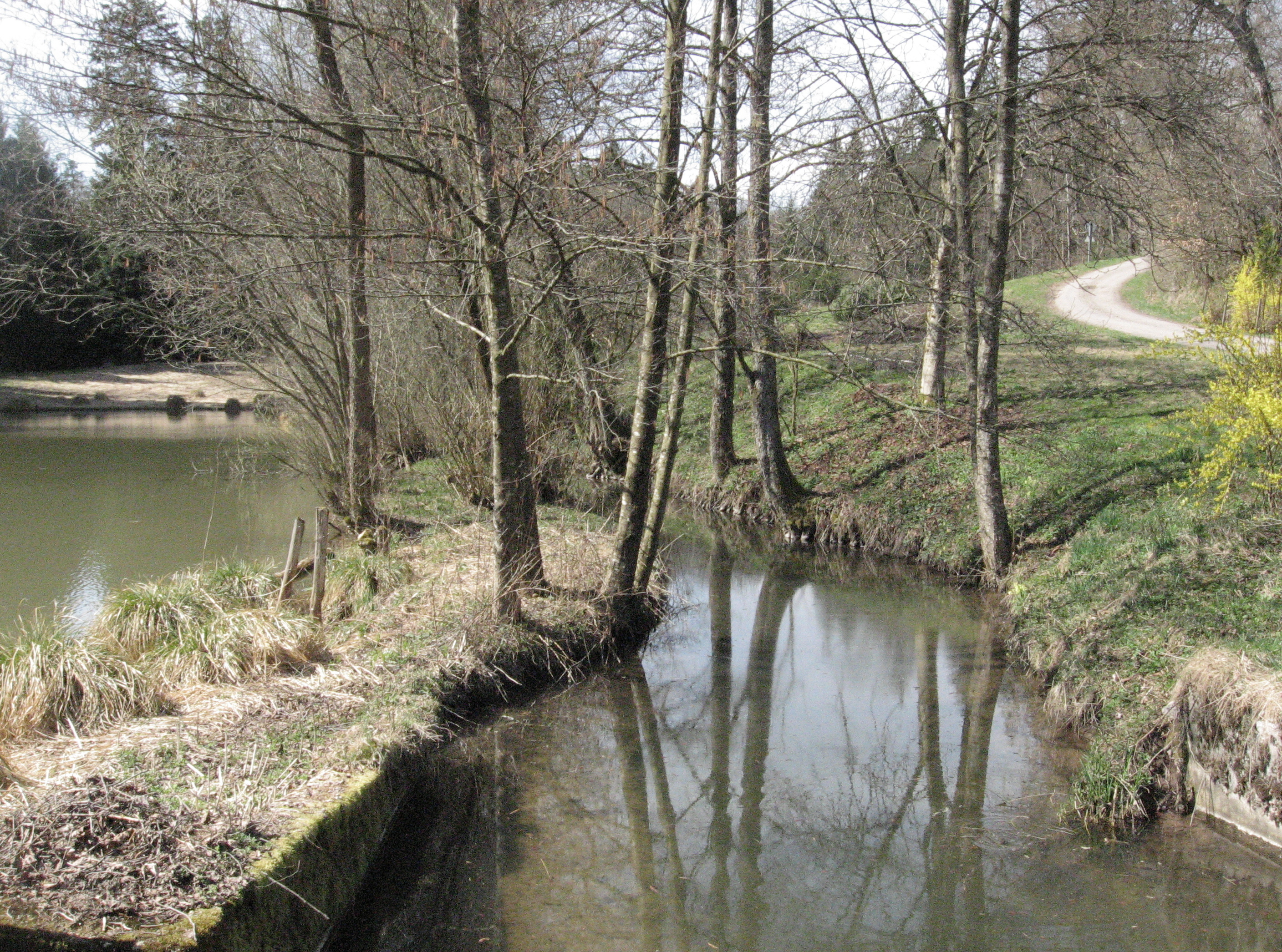
Blick bachaufwärts vom Steg am stauenden Schütz neben dem Hambacher Mühlenweiher über den Hambach nach Westsüdwesten.

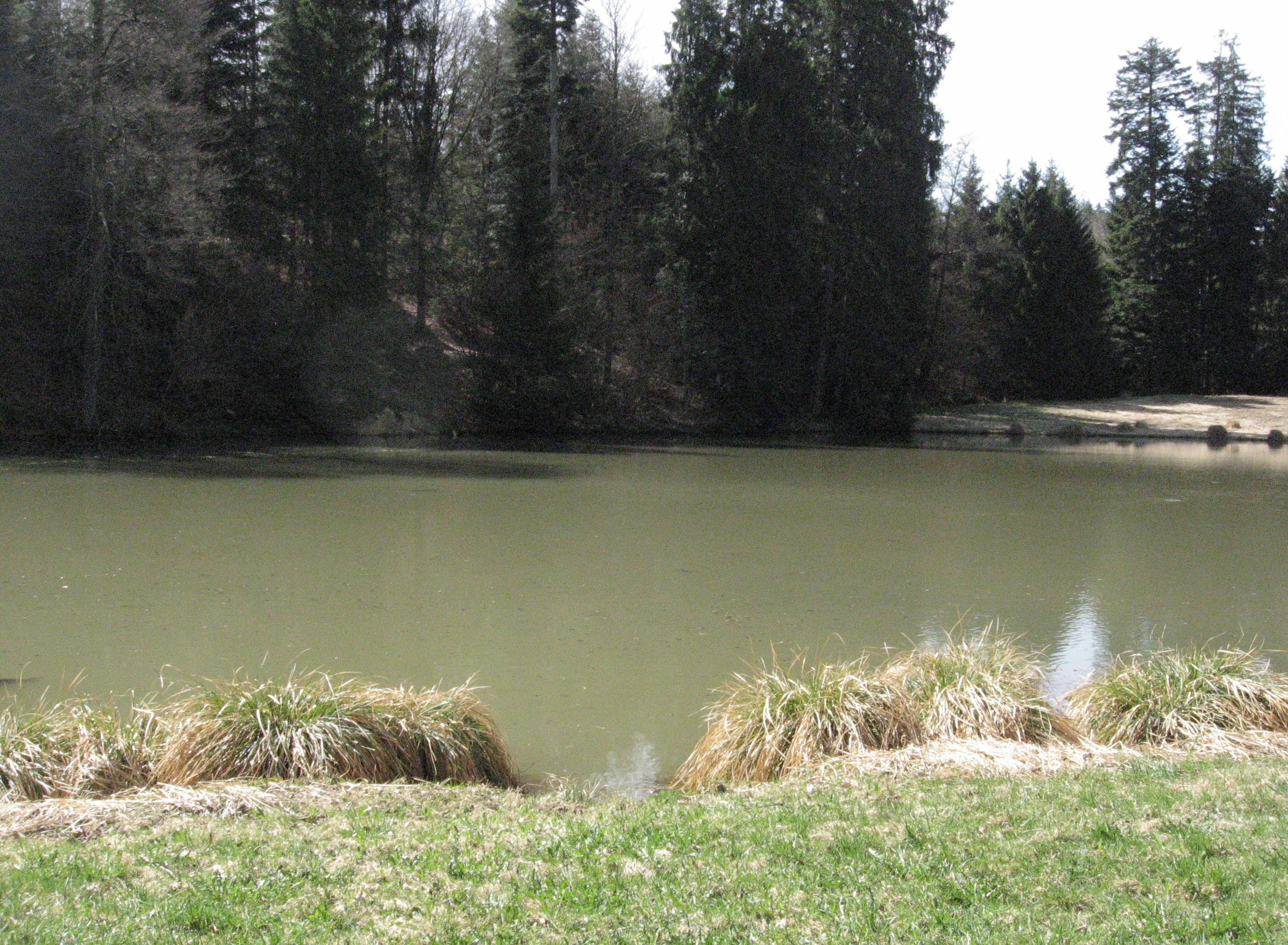
Der Hambacher Mühlenweiher. Blick vom Erddamm nach Westsüdwesten.

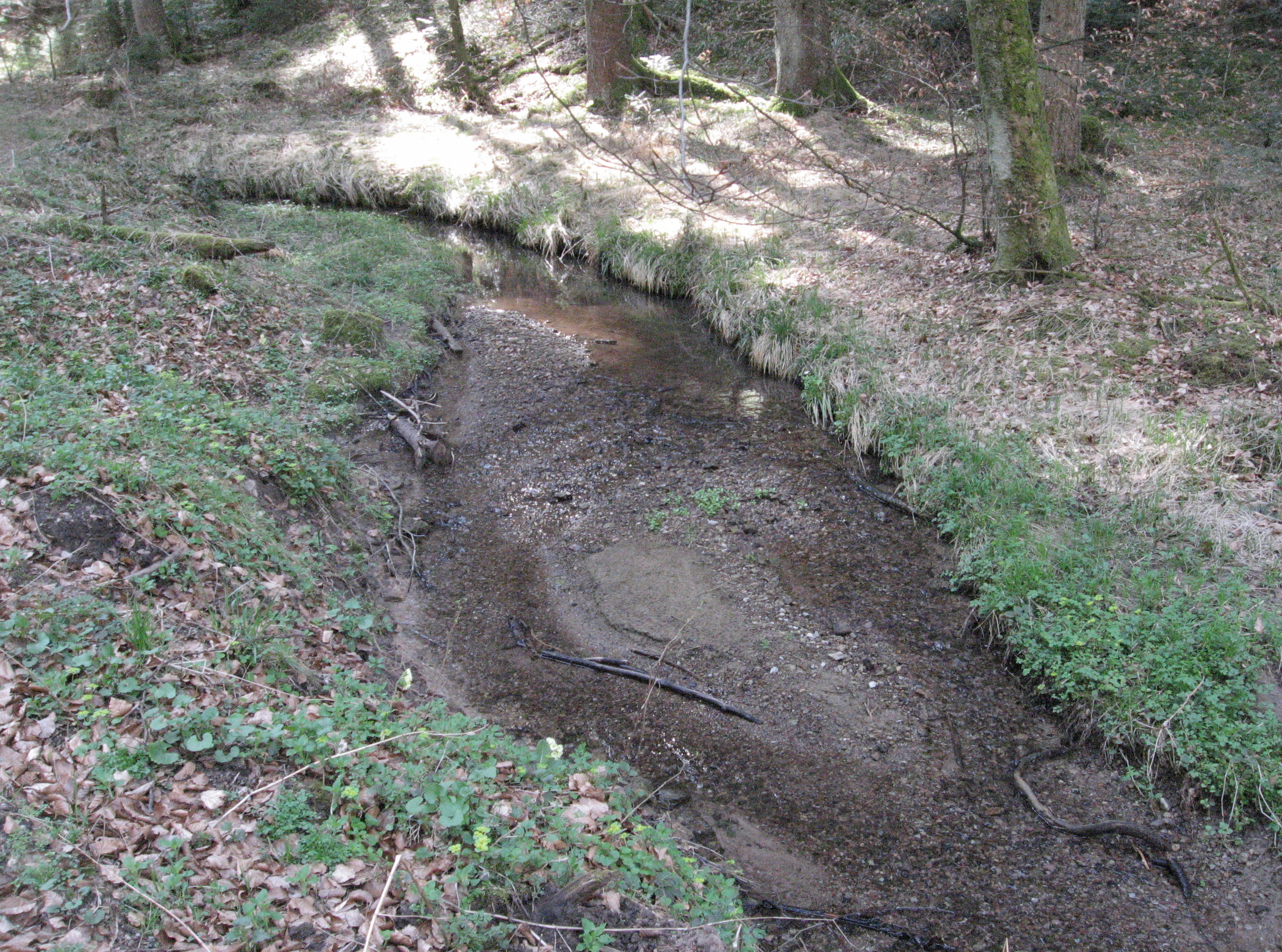
Der Unterlauf des Bachs durch die Hahnenbergklinge zwischen Uhlbach-Zufluss und Hambacher Mühle im April 2011. Blick bachabwärts nach Norden.

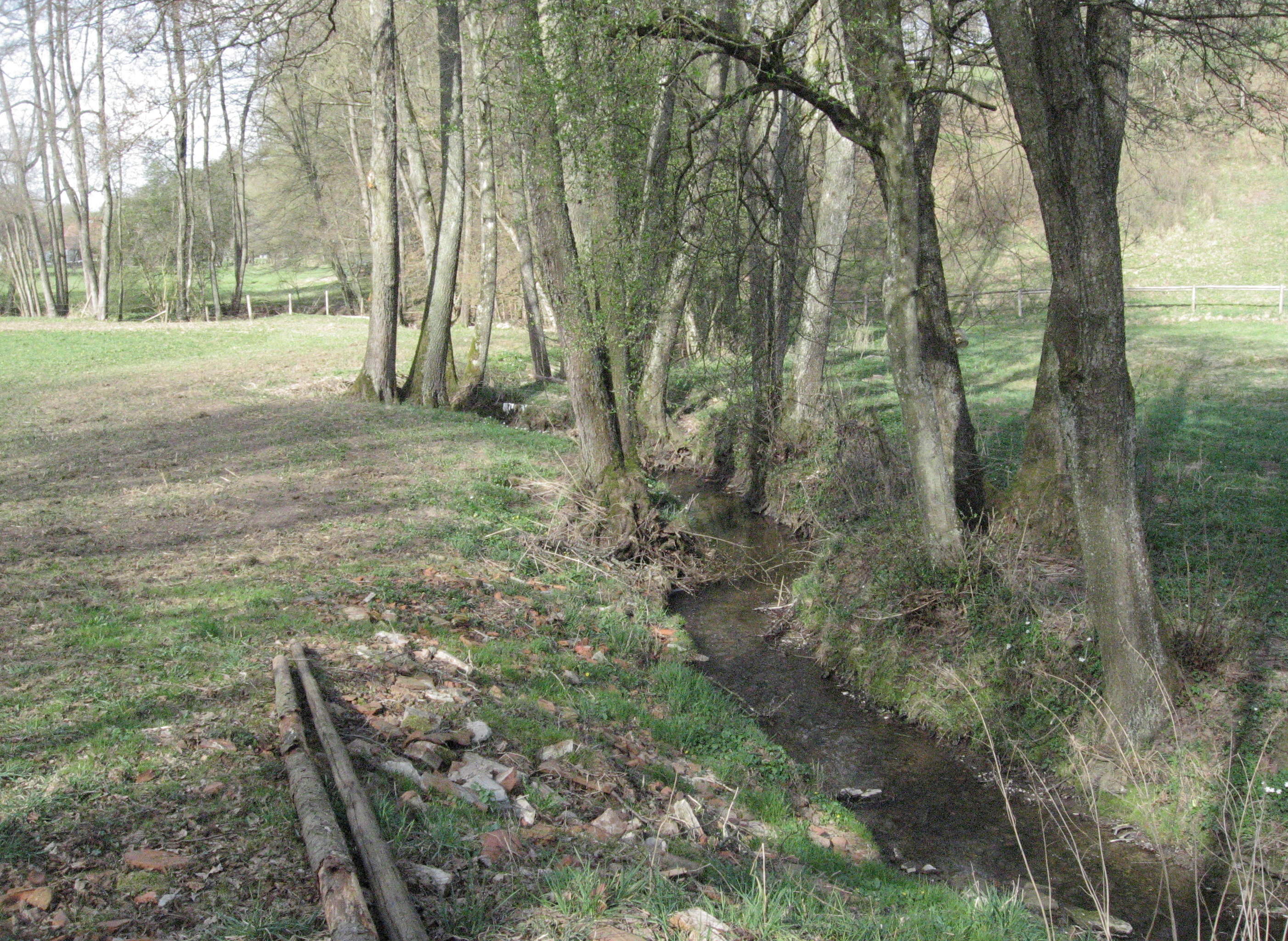
Unterlauf des Hambachs nahe dem Einzelhaus Hölzle. Blick bachabwärts nach Nordnordosten.

Ursprung des Hambachs auf etwa 464 m ü. NHN weniger als 200 Meter westlich der beim Vogelhöfle am Westrand der Kohlwalder Rodungsinsel laufenden Kohlenstraße im Wald Fohlenwiede.
Der Bach läuft auf größerer Skala von hier an bis zum Zulauf seines letzten bedeutenden Zuflusses Rotklingenbach weniger als einen Kilometer vor der Mündung etwa ostnordöstlich.
- Kohlwaldbach, von rechts und Südosten auf etwa 448 m ü. NHN etwa 200 Meter nordwestlich der zentralen Hofgruppe „Hof“ von Kohlwald, 1,0 km und ca. 0,5 km². Entsteht auf etwa 475 m ü. NHN als Weggraben am Südosteck der Kohlwalder Rodungsinsel kurz vor deren Waldeintritt an der Kohlenstraße.
Von der Nordwestseite läuft dem Hambach im Bereich dieses Zuflusses eine nur etwa hundert Meter lange, vergleichsweise steil abfallende Geländerinne vom Jörgenhaus her zu, in der zuweilen in zwei Lachen auf etwa 1,5 Ar und 3 Ar Fläche das Wasser steht.
Der Hambach-Oberlauf selbst hat bis zum Kohlwaldbach-Zufluss erst eine Länge von ca. 0,5 km[LUBW 2] und ein Teileinzugsgebiet von ca. 0,4 km² und mutet hier augenscheinlich als der schwächere Oberlauf an.
  -  Durchfließt auf etwa 457 m ü. NHN einen See etwa hundert Meter südwestlich von „Hof“ hinter dem Damm der Straße von dort zum Vogelhöfle, 0,2 ha.
  -  Entwässert über eine Verdolung einen Fischteich am linken Hang der Talrinne auf etwa 447 m ü. NHN etwa zweihundert Meter östlich des Jörgenhauses, 0,1 ha.
- (Bach aus der Platzklinge), von links und Nordwesten auf etwa 430,5 m ü. NHN[LUBW 6] in inzwischen vom Kohlwald erfüllter Klinge zwischen Immersberg im Norden und dem Kohlwalder Hof Hohl im Süden, 0,6 km[LUBW 3] bis ca. 0,8 km[LUBW 10] je nach Quellast und ca. 0,4 km². Hat drei Oberlaufklingen, die Quelläste entstehen auf 470–460 m ü. NHN im Wald links der K 2632 von Immersberg zur Kohlenstraße.
- Hohenbergbach, von rechts und Süden auf etwa 427 m ü. NHN etwa 400 Meter westlich und talaufwärts der Hambacher Mühle, 2,0 km und ca. 1,1 km². Entsteht auf etwa 487 m ü. NHN am Nordwestrand des Weichbildes von Hohenberg.
- Speist auf etwa 418 m ü. NHN den rechts angrenzenden Hambacher Mühlenweiher der Hambacher Mühle, 0,4 ha. Einlass weit abwärts beim Weiherdamm hinter einem bachstauenden Schütz, dessen Unterwasser in unterirdischem Kanal das Gelände des abwärts der Mühle liegenden Campingplatzes quert. Der Abfluss des Mönchs läuft ins natürliche Bachbett unterhalb.
- (Bach durch die Hahnenklinge oder Hahnenbergklinge), von rechts und Süden auf etwa 413 m ü. NHN fünfzig Meter unterhalb der Hambacher Mühle ins Bachbett, 1,8 km und ca. 1,2 km². Entsteht auf etwa 490 m ü. NHN am Waldansatz in einer zuvor trockenen Geländerinne neben dem Wirtschaftsweg durch den Wald Buchenlohe von Hohenberg nach Gerabronn.
  - Uhlbach, von links und Süden auf etwa 435 m ü. NHN am Fuß der Klingensteige des Wirtschaftsweges von der Kohlenstraße zur Hambacher Mühle, ca. 1,1 km[LUBW 2] und ca. 0,3 km².  Entsteht auf etwa 487 m ü. NHN südöstlich über dem Einzelhof Uhlbach am Beginn einer Geländerinne.
  -  Durchfließt auf etwa 452 m ü. NHN einen Waldteich nordnordöstlich von Uhlbach, unter 0,1 ha.
- Rotklingenbach, von rechts und Südsüdwesten auf etwa 401 m ü. NHN unter der Steige der K 2632 von Heilberg nach Gantenwald, 1,2 km und ca. 0,8 km². Entsteht auf etwa 459 m ü. NHN in einer Wirtschaftsweggabel im Waldgewann Fallen etwa 0,7 km südwestlich des Stockhäusles.
An diesem Zufluss knickt der Lauf des Hambachs für die letzten 0,9 km in nördliche Richtung.
- Passiert den Hölzleweiher links am Lauf auf etwa 398 m ü. NHN beim Einzelhaus Hölzle etwa 0,4 km südlich des Heilberger Ortsrands, 0,3 ha.

Mündung des Hambachs von rechts und zuletzt Süden in den Klingenbach auf etwa 391 m ü. NHN, weniger als 200 Meter vor den ersten Häusern am Südrand von Heilberg und neben der K 2632 von Kohlwald nach dort. Der Hambach ist hier ab seiner Quelle in der Fohlenweide ca. 4,8 km, mit seinem bedeutenderen rechten Quellbach Hohlwaldbach gerechnet dagegen 5,3 km lang, und er hat ein Einzugsgebiet von 6,3 km². Er ist damit nicht viel kürzer und einzugsgebietsärmer als der bis hierher 6,0 km lange und ein Teilgebiet von 6,7 km² entwässernde Klingenbach-Oberlauf, der hier unter der Straße hindurch nach Augenschein eher in den Hambach einzumünden scheint als umgekehrt. Weil der Hambach hier träge in breitem Bett fließt, der Klingenbach aber schnell und beengter zufließt, ist der jeweilige Anteil am Abfluss schlecht einzuschätzen.

## Natur und Schutzgebiete
Der Hambach und seine ebenfalls in Klingen zulaufenden Nebenbäche sind auf weiten Strecken naturnah erhalten. Oft begleiten Erlen an den aus flachen Partien und Abschnitten mit Abbrüchen bestehenden Ufern die Bachläufe, an die zuweilen auch sumpfige Flächen grenzen.
Das Tal des Hambachs gehört ab der Tallichtung um die Hambacher Mühle zum größten Teil dem Landschaftsschutzgebiet Oberes Bühlertal mit Nebentälern und angrenzenden Gebieten an. Der vom Kohlwaldbach nahe der Häusergruppe Hof in der Kohlwalder Rodungsinsel durchflossene See  sowie eine aufgelassene Sandgrube an der Talsteige des Sträßchens von Gantenwald nach Heilberg (K 2632) sind Naturdenkmale.

### LUBW
Amtliche Online-Gewässerkarte mit passendem Ausschnitt und den hier benutzten Layern: Lauf und Einzugsgebiet des Hambachs

Allgemeiner Einstieg ohne Voreinstellungen und Layer: Daten- und Kartendienst der Landesanstalt für Umwelt Baden-Württemberg (LUBW) (Hinweise)
1. 1 2 3 4  Höhe nach dem Höhenlinienbild auf dem Hintergrundlayer Topographische Karte.
2. 1 2 3 4  Länge nach dem Layer Gewässernetz (AWGN), ergänzt um ein auf dem Hintergrundlayer Topographische Karte bzw. der bei feinen Maßstäben diese Karte ersetzenden Luftbildsicht abgemessenes, zusätzliches Oberlaufstück.
3. 1 2 3 4  Länge nach dem Layer Gewässernetz (AWGN).
4. 1 2 3  Einzugsgebiet nach dem Layer Basiseinzugsgebiet (AWGN).
5. ↑  Der Hintergrundlayer Topographische Karte und die Layer Gewässernetz (AWGN) und Gewässername nennen den Bach Hahnbach, offenbar eine „Korrektur“ des örtlich allein gebräuchlichen Namens Hambach. Vgl. auch den Namen der Hambacher Mühle. Eine Wanderempfehlung der Gemeinde auf der Gemeindewebsite nennt den Bach ganz selbstverständlich auch in der assimilierenden Namensform.
6. 1 2  Höhe nach blauer Beschriftung auf dem Hintergrundlayer Topographische Karte.
7. ↑  Höhe nach schwarzer Beschriftung auf dem Hintergrundlayer Topographische Karte.
8. ↑  Seefläche nach dem Layer Stehende Gewässer.
9. ↑  Einzugsgebiet abgemessen auf dem Hintergrundlayer Topographische Karte.
10. ↑  Länge abgemessen auf dem Hintergrundlayer Topographische Karte.
11. ↑  Siehe den Layer Biotop.
12. ↑  Landschaftsschutzgebiet nach dem gleichnamigen Layer.
13. ↑  Naturdenkmäler nach dem gleichnamigen Layer.

### Andere Belege
1. ↑  Abfluss-BW - Daten und Karten
2. ↑  Hansjörg Dongus: Geographische Landesaufnahme: Die naturräumlichen Einheiten auf Blatt 171 Göppingen. Bundesanstalt für Landeskunde, Bad Godesberg 1961. → Online-Karte (PDF; 4,3 MB)
3. ↑  Geologie nach: Mapserver des Landesamtes für Geologie, Rohstoffe und Bergbau (LGRB) (Hinweise)